# Papiro 15

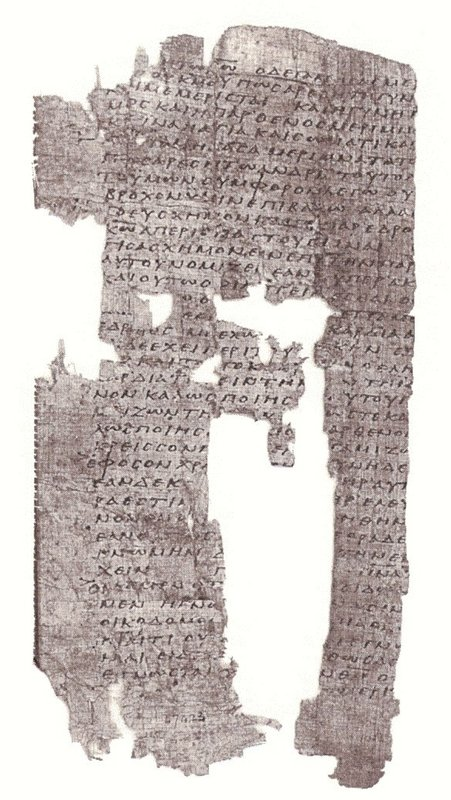
El papiro 15, contiene 1 Corintios 7-8

El Papiro 15 (en la numeración Gregory-Aland), designado por la sigla {\displaystyle {\mathfrak {P}}}15, es una copia de parte del Nuevo Testamento en griego. Originalmente era un manuscrito en papiro que tenía las cartas de Pablo, pero ahora únicamente contiene 1 Corintios 7:18-8:4. El manuscrito ha sido asignado paleográficamente al siglo III.

## Descripción
El manuscrito está escrito en una escritura documental, parece haber sido escrito por un escriba profesional, aplica puntuación. Tiene cerca de 37-38 líneas por página. Grenfeld y Hunt conjecturaron en que el {\displaystyle {\mathfrak {P}}}15 y el {\displaystyle {\mathfrak {P}}}16 podrían haber sido parte del mismo manuscrito. Ambos manuscritos tienen la misma forma de las letras, espacio entre líneas y puntuación.
Según Comfort, este es uno de los primeros seis manuscritos que contenían las cartas de Pablo, los otros cinco son {\displaystyle {\mathfrak {P}}^{13}}, {\displaystyle {\mathfrak {P}}^{30}}, {\displaystyle {\mathfrak {P}}^{46}}, {\displaystyle {\mathfrak {P}}^{49}}, {\displaystyle {\mathfrak {P}}^{92}}.

## Texto
El texto griego de este códice probablemente es una representación del tipo textual alejandrino, sin embargo el texto es demasiado breve para ser determinado con exactitud. Aland lo ubicó en la Categoría I.
Este fue el último papiro clasificado por Gregory (en 1915).

## Historia
El manuscrito fue descubierto por Grenfeld y Hunt en Oxirrinco, en 1910.
Actualmente está guardado en el Museo Egipcio de El Cairo (JE 47423).

## Lectura adicional
- B. P. Grenfell & A. S. Hunt, The Amherst Papyri VII, (Londres 1910), pp. 4-8.